# ارسنی باتاخوف
ارسنی باتاخوف (اوکراینی: Арсеній Павлович Батагов؛ زادهٔ ۵ مارس ۲۰۰۲) بازیکن فوتبال اهل اوکراین است.
از باشگاه‌هایی که در آن بازی کرده‌است می‌توان به باشگاه فوتبال دنیپرو اشاره کرد.
وی همچنین در تیم‌های ملی فوتبال Ukraine national under-17 football team, Ukraine national under-19 football team، و زیر ۲۱ سال اوکراین بازی کرده‌است.